# Tobias Thomas
Tobias Thomas (né en avril 1970) est un producteur et disc jockey allemand de techno..

## Biographie
Tobias Thomas est né en avril 1970 dans le sud de l'Allemagne. Depuis le début des années 1990, il fait partie du cercle restreint du label électronique Kompakt de Cologne. Depuis 1990, il est actif en tant que disc jockey et producteur. Il participe à des projets tels que Thomas/Mayer et Forever Sweet et publie en collaboration avec Dettinger, Superpitcher, Jörg Burger, Geiger, Michael Mayer, Reinhard Voigt et Ada.
Entre 2000 et 2007, Thomas travaille pour le magazine musical Spex en tant que rédacteur, s'occupant entre autres de la rubrique mensuelle de musique électronique Data Pop. En 2001, cette chronique donne naissance à la compilation Data Pop. Tobias Thomas quitte Spex avec l'ensemble de la rédaction lorsque celle-ci déménage à Berlin. Depuis 2007, il travaille d'abord comme rédacteur et assistant de programme au festival c/o pop de Cologne, où il prend la direction du programme du festival entre 2009 et 2013. Depuis 2014, Thomas travaille pour le label Kompakt en tant que chef de projet et agent artistique.
En 1998, Thomas devient, avec Michael Mayer et Superpitcher, l'hôte de la nuit de club Total Confusion à Cologne. Il s'est également rendu régulièrement au Panorama Bar à Berlin, au Robert Johnson à Offenbach-sur-le-Main, au Low Club à Madrid ainsi qu'à la Tanzhalle St. Pauli à Hambourg. Jusqu'à l'été 2006, Total Confusion a lieu tous les vendredis au Studio 672, et depuis décembre 2007, seulement tous les premiers vendredis du mois au Bogen 2 du Pont Hohenzollern de Cologne. En juillet 2008, la série Total Confusion fête son dixième anniversaire. En décembre 2014, la série s'arrête après 16 ans avec un grand événement au Stadtgarten de Cologne.
Les CD mixés Für Dich (1999), Smallville (2003) et Please Please (2007) paraissent sur Kompakt. En tant que membre du groupe Forever Sweet, il publie l'album Geben und Nehmen (Ladomat, 1998).
Entre 2014 et 2021, Thomas travaille comme chef de projet, agent de réservation et agent de Wolfgang Voigt pour la société Kompakt. Entre 2021 et 2023, il travaille pour le centre de compétence pour les industries culturelles et créatives du Land de Rhénanie-du-Nord-Westphalie creative.nrw en tant que gestionnaire de projet.
En 2015, Tobias Thomas prend en charge la gestion de projet du projet « Six Pianos » avec, entre autres, Gregor Schwellenbach, Kai Schumacher et John Kameel Farah. En collaboration avec Thomas Meckel, il est depuis 2019 le commissaire de la série de concerts expérimentaux Round à la Philharmonie de Cologne. Tobias Thomas est également membre du comité consultatif de la culture pop de la ville de Cologne et du comité consultatif du PopBoard NRW, ainsi que juré invité de la promotion des artistes de Initiative Musik gGmbH.
En tant qu'initiateur, cofondateur et membre du conseil d'administration de Klubkomm e.V., Thomas s'engage en outre bénévolement pendant de longues années dans l'une des plus importantes associations politico-culturelles de la scène musicale de Cologne. Parallèlement, sa grande passion est le sport amateur local de football, où il s'engage entre autres en tant que directeur à plein temps du football de l'ESV Olympia Köln pour des projets sociaux, durables et anti-discriminatoires. Il est également actif dans la Bunte Liga Köln en tant qu'arbitre et membre du conseil d'administration.
Tobias Thomas suit la formation continue « Transformationsmanagement Nachhaltige Kultur » du réseau d'action pour la durabilité en 2021, et travaille depuis lors sur les interfaces entre la culture, le sport et la durabilité sociale.
Son dernier projet est le programme culturel FU24BA7L, initié et soutenu par la Fondation Football et Culture à l'occasion de l'UEFA Euro 2024 en Allemagne, dans lequel la puissance d'impact du football se combinent avec celles de la musique et de la culture pop au sein de processus de transformation sociale tels que la durabilité sociale et écologique, le queer, l'égalité des chances, la diversité, l'inclusion et l'intégration. 

## Discographie partielle

### Albums
- 1998 : Forever Sweet – Geben und Nehmen (Ladomat)
- 1999 : Tobias Thomas – Für Dich (Kompakt)
- 2001 : compilation Data Pop for Spex Magazine (Raid Rec./Kompakt)
- 2003 : Tobias Thomas – Smallville (Kompakt)
- 2007 : Tobias Thomas – Please Please Please (Kompakt)

### Singles et EP
- 1995 : Forever Sweet – Bewegliche Ziele (Forever Sweet Rec.)
- 1995 : Forever Sweet – Die EP (Forever Sweet Rec.)
- 1997 : Forever Sweet – The Return of... (Ladomat)
- 1998 : Forever Sweet – Super Trouper (Ladomat)
- 1998 : Forever Sweet – Don..t Speak (Ladomat)
- 2001 : Tobias Thomas & Superpitcher – Love To Love You (Golden Pudel Compilation/Ladomat)
- 2006 : Thomas/Burger – My Favorite Dress (c/o pop/Kompakt)

### Remixes et compilations
- 1997 : Forever Sweet – remix pour Andreas Dorau – Girls in Love (Ladomat)
- 1998 : Forever Sweet : remix pour Andreas Dorau – Die Menschen sind kalt (Ladomat/Motor)
- 1999 : Thomas/Mayer : remix pour Blaze – Lovelee Dae (Playhouse)
- 2000 : Tobias Thomas & Olaf Dettinger – remix pour Tocotronic – Jackpot (L'Âge d'or)
- 2001 : Tobias Thomas & Superpitcher –  remix pour Commercial Breakup – Walking back Home (Ladomat)
- 2001 : Tobias Thomas & Superpitcher – remix pour Phantom/Ghost – Perfect Lovers (Ladomat)
- 2002 : Tobias Thomas & Michael Mayer :  remix pour Peter Licht – Sonnendeck (mofa/neuton)
- 2003 : Thomas/Mayer : remix pour Toneträger – Welcome Back, Kotter (Spinner Ace/Alive)
- 2003 : Tobias Thomas & Superpitcher : remix pour Phantom/Ghost – Nothing Is Written (Ladomat/Mute)
- 2004 : Thomas/Mayer: remix pour Ulf Lohmann – Because (Kompakt 100)
- 2005 : Thomas/Mayer: remix pour Ada – Blondix Part 2 (Areal)
- 2005 : Thomas/Mayer: Panic Room – sur Total 6 (Kompakt)
- 2006 : Thomas/Mayer: Sweet Harmony – sur : Total 7 (Kompakt)
- 2006 : Superpitcher/Tobias Thomas : remix pour James Figurine – 5566688833 (Monika)
- 2007 : Thomas/Mayer : Über Wiesen – sur Total 8 (Kompakt)
- 2008 : Tobias Thomas & Superpitcher – remix pour Sascha Funke – Mango (Bpitch Control)
- 2008 : Thomas/Ada – remix pour Station 17 + Michael Rother – Boogie Boogie Baka  (17rec)
- 2009 : Thomas/Mayer: Total 9 – sur Total 10 (Kompakt)
- 2014 : Thomas/Mayer: Unter Hölzern – sur Total 14 (Kompakt)